# 山梨労働局
山梨労働局（やまなしろうどうきょく）は、山梨県甲府市にある日本の都道府県労働局で、山梨県を管轄している。

## 所在地
- 本局 山梨県甲府市丸の内一丁目1-11

## 組織
局長
- 総務部
  - 総務課、企画室、労働保険徴収室
- 労働基準部
  - 監督課、安全衛生課、賃金室、労災補償課
- 職業安定部
  - 職業安定課、職業対策課
- 雇用均等室

## 出先機関
- 労働基準監督署（4署）
  - 甲府労働基準監督署（甲府市）
  - 都留労働基準監督署（都留市）
  - 鰍沢労働基準監督署（南巨摩郡富士川町）

- 公共職業安定所（ハローワーク、6所1出張所）
  - 甲府公共職業安定所（甲府市）
  - 富士吉田公共職業安定所（富士吉田市）
    - 都留出張所（都留市）

  - 大月公共職業安定所（大月市）
  - 塩山公共職業安定所（甲州市）
  - 韮崎公共職業安定所（韮崎市）
  - 鰍沢公共職業安定所（南巨摩郡富士川町）

## 管轄
- 山梨県全域